# أرسول
 أرسول  (Arsole) (أو الأرسينول) مركب كيميائي له الصيغة C4H5As، وبنيته تشبه البيرول ولكن مع ذرة زرنيخ بدل ذرة النيتروجين، أي أنه يتألف من حلقي البنتادين حاوية على ذرة زرنيخ.

## الخواص
يتميز الأرسول بخواص عطرية ضعيفة، وهي أقل مقارنة مع عطرية البيرول حيث تعادل نصفها.
من الصعب الحصول على شكل نقي من الأرسول، ولكن توجد منه عدة مستبدلات يمكن الحصول عليها بشكل أسهل. عندما تدمج حلقة بنزين في بنية الأرسول نحصل على صنف من المركبات تدعى بنزارسول 

## التسمية
إن تسمية مركبات الزرنيخ العضوية مثل الأرسول معتمدة على نظام تسمية هانتش-فيدمان  والتي أقرّها الاتحاد الدولي للكيمياء البحتة والتطبيقية IUPAC، وهي ملخصة بالجدول أدناه:
| حجم الحلقة | حلقة غير مشبعة | حلقة مشبعة |
| 3          | أرسيرين        | أرسيران    |
| 4          | أرسيت          | أرسيتان    |
| 5          | أرسول          | أرسولان    |
| 6          | أرسينين        | أرسينان    |
| 7          | أرسيبين        | أرسيبان    |
| 8          | أرسوسين        | أرسوسان    |
| 9          | أرسونين        | أرسونان    |
| 10         | أرسيسين        | أرسيسان    |

## اقرأ أيضاً
- بيرول: مشابه بنيوي حاوي على ذرة نيتروجين.
- فوران: مشابه بنيوي حاوي على ذرة أكسجين.
- ثيوفين: مشابه بنيوي حاوي على ذرة كبريت.
- فوسفول: مشابه بنيوي حاوي على ذرة فوسفور.